# Corrective And Preventive Action
Corrective and Preventive Action (CAPA) („Korrektur- und Vorbeugemaßnahme“) ist ein Prozess aus dem Qualitätsmanagementsystem (QMS). Dieser ist Teil des GMP-Konformen Arbeitens (Good Manufacturing Practice). Auftretende Diskrepanzen/Abweichungen/Fehler werden systematisch untersucht und Korrekturmaßnahmen (Corrective Action) und anschließend Vorbeugemaßnahmen (Preventive Action) durchgeführt. Im Gegensatz zu anderen Qualitätsmanagement-Normen wie z. B. ISO 9001 geht es bei CAPA – wie in der Norm ISO 13485 für das Medizinprodukteumfeld beschrieben – vordergründig nicht um einen kontinuierlichen Verbesserungsprozess im Sinne von immer besseren Produkten, sondern um die Beseitigung der Abweichung von Anforderungen, welche auf den betreffenden geltenden Rechtsvorschriften und technischen Normen zur Arzneimittel- und Medizinproduktesicherheit beruhen.

## Geschichte
Das System der Korrektur und Vorbeugemaßnahme war ursprünglich nicht im EU-GMP-Leitfaden definiert. Elemente eines CAPA-Systems wurden jedoch auch schon davor verwendet, auch wenn diese nicht als CAPA bezeichnet wurden. Der Begriff „CAPA“ stammt ursprünglich aus dem Regelwerk der Medizinprodukte. Die Beschreibung des eigentlichen Systemelements erfolgte in der DIN EN ISO 9001, ISO 13485 und der FDA 21 CFR 820. Durch die Global Harmonization Task Force (GHTF) wurden die einzelnen Elemente und weiteren Leitlinien zu diesem Qualitätssicherungssystem harmonisiert.
Das CAPA-Prinzip wurde erstmals 2006 eingeführt, durch die Aufnahme in das „Quality System Guidance“ der FDA. Seit 2008 gilt das CAPA-Prinzip als Element des QMS, auf Grundlage der ICH-Leitlinie Q10 Pharmaceutical Quality Systems. 2011 wurde diese Leitlinie in den neu geschaffenen 3. Teil des EU-GMP-Leitfadens übernommen. Ein eigenes CAPA-System ist nicht verpflichtend für einen Arzneimittelhersteller, da jedoch Teile der Leitlinie in andere Kapitel des EU-GMP-Leitfadens integriert wurden, gelten diese als verbindlich für das Unternehmen.

## Funktion
Corrective and Preventive Action (CAPA) ist ein Prozess des Qualitätsmanagements. Dieser Prozess folgt auf die Untersuchung des Fehlers. Oft sind, bereits vor der Untersuchung Sicherungsmaßnahmen oder unmittelbare Korrekturen einzuleiten um erweiterte Auswirkungen des Fehlers zu vermeiden („Immediate Actions“ oder „Corrections“). Letztere sind noch keine CAPA.
Aufgabe des CAPA-Prozesses ist es, untersuchte Fehler oder Abweichungen, für welche ein Grund gefunden wurde, systematisch durch geeignete Maßnahmen zu beheben (Corrective Action) oder diese in der Zukunft zu vermeiden (Preventive Actions).
Der CAPA-Prozess kann dabei in allen Bereichen eines Unternehmens eingesetzt werden und ist Teil des gesamten Qualitätsmanagements. Diese Maßnahmen die in einer Organisation auf Fertigungs-, Dokumentations-, Verfahrens- oder Systemebene ergriffen und durchgeführt werden, um die nach der systematischen Auswertung und Analyse der Nichterfüllung der festgestellten Ursache zu beheben und um in Zukunft vermieden zu werden.
Die Durchführung/Erfassung der Korrektur- und Vorbeugemaßnahmen wird in der Regel einschließlich durch das Qualitätssicherungspersonal und den Mitarbeitern direkt vor Ort an den Beobachtungsstellen entworfen. Um Abweichungen korrigieren oder beseitigen zu können, müssen sie zuerst erkannt und systematisch erfasst werden. Dazu tragen eigene Kontrollen des Produktes (Analysen, interne Audits), Beobachtungen der Mitarbeiter sowie Beschwerden von Kunden, Produkt- und Prozessüberwachung durch statistische Prozesskontrolle bei. Somit kann man Fehler im Prozess (Ablauf) entdecken und geeignete Maßnahmen einleiten. Nicht jede Abweichung benötigt sofort eine Korrektur.

### Corrective Action
Bei jeglicher Abweichung sind Maßnahmen durchzuführen, um weitere Fehler zu vermeiden und zu beheben. Damit kann man die Konformität der Charge – falls möglich – wiederherstellen. Es wurde eine Korrekturmaßnahme vorgenommen, welche den ersten Teil des CAPA-Systems bildet.
Beispiele für korrigierende Maßnahmen wären:
- Einbau von Prüfmaßnahmen während (Inprozesskontrollen) oder nach einem Prozess
- Sichtbare oder akustische Alarme
- Prozess-Redesign
- Produkt-Redesign
- Verbesserungen der Materialhandhabung oder Lagerung

Mit diesen Maßnahmen können ausschließlich bereits aufgetretene Fehler vermieden werden. Es erfasst keine möglichen Risiken für Fehler und Abweichungen. Die Daten beruhen nur auf tatsächlich aufgetretenen Ereignissen.

### Preventive Action
Hierbei geht es darum, Fehler zu vermeiden, bevor sie überhaupt entstehen. Es werden also keine Fehler ausgewertet und verbessert, sondern der Prozess an sich wird so gestaltet und optimiert, dass weniger Abweichungen entstehen können.
Beispiele für präventive Methoden:
- die Wahl eines anderen Werkstoffs, oder anderer Bauteile
- Wertebereichsprüfung von Eingabewerten
- Einschränkung des Verwendungszwecks
- Re-Designs eines Produkts
- Schulung der Mitarbeiter

Wenn man den Prozess schon vor Benutzung so optimiert hat, dass Fehlerquellen minimiert sind, ist auch mit wenigen Fehlern beim Endprodukt zu rechnen. Bei Prozessen, die schon im Einsatz sind, kann man anhand von Risikobewertungen möglicherweise auftretende Fehler errechnen. Auch statistische Prozesskontrollen oder Six-Sigma-Tools helfen dabei, mögliche Probleme und deren Wahrscheinlichkeit zu berechnen. Aufgrund der Ergebnisse kann man Maßnahmen ergreifen, um den Prozess zu verbessern und optimieren und somit die berechneten Risiken zu senken oder sogar annullieren.
Es kann keine Preventive Action mehr ergriffen werden, wenn ein Problem bereits aufgetreten ist. Wenn man nach Auftreten eines Problems sicherstellen will, dass es nicht erneut auftritt, so ist dies eine Corrective Action, obwohl beide zukünftige Fehler vermeiden wollen.
Die Effektivität einer CAPA muss geprüft werden (Effectiveness Check). Damit wird sichergestellt, dass der ursprünglich festgestellte Fehler korrigiert wurde. Wird die CAPA als nicht- oder nur teilweise effektiv beurteilt, müssen weitere CAPA erstellt werden. Dies wird durch die QA entschieden.

## Pharmazeutische Industrie
CAPA ist Bestandteil von GMP und GAMP (Good Automated Manufacturing Practice), einem Standardleitfaden für die Validierung computergestützter Systeme in der pharmazeutischen Industrie. Somit ist CAPA als Teil von GAMP eine Qualitätssicherungsmethode in der pharmazeutischen Industrie.
Medizinprodukte und Arzneimittel müssen CAPA in ihrem QMS etablieren um die FDA 21 CFR 820.100 zu erfüllen. Dieser Teil kann in Papier oder Digital-Form sein und muss bei einem FDA-Audit nachgewiesen werden können.

## Deming-Shewhart-Zyklus
CAPA ist Teil des Deming-Shewhart-Zyklus, beinhaltet also die Untersuchung auf Abweichungen, die Beseitigung und Korrektur des Problems, welche die Abweichung verursacht, die Kontrolle des Erfolgs und anschließend, falls notwendig, eine erneute Korrektur. All diese Aspekte sind auch in der PDCA (plan-do-check-act) Philosophie vertreten. Der PDCA liegt dem Deming-Shewhart-Zyklus zugrunde.